# Horní Skrýchov
Horní Skrýchov (en allemand : Obergrieschau) est une commune du district de Jindřichův Hradec, dans la région de Bohême-du-Sud, en République tchèque. Sa population s'élevait à 171 habitants en 2020.

## Géographie
Horní Skrýchov se trouve à 4 km au nord-nord-est de Jindřichův Hradec, à 46 km au nord-est de České Budějovice et à 110 km au sud-sud-est de Prague.
La commune est limitée par Jindřichův Hradec au sud, à l'ouest et au nord, et par Rodvínov à l'est.

## Histoire
La première mention écrite du village date de 1384.